# 拉庫音溪
拉庫音溪位於台灣南部，屬於高屏溪水系，為荖濃溪的支流，河長33公里，流域面積105平方公里，分佈於高雄市桃源區中北部。

## 地理描述
主流發源於三叉山北側，先向北復轉西流，於天池附近注入荖濃溪。
南部橫貫公路 (省道台20線) 自天池往東至大關山隧道即沿著拉庫音溪及其支流所形成之峽谷興建。